# Martelia tanganyicensis
Martelia tanganyicensis es una especie de molusco gasterópodo de la familia Thiaridae en el orden de los Mesogastropoda.

## Distribución geográfica
Se encuentra en Burundi República Democrática del Congo y Tanzania. 